# Fausto Romitelli
 (novembre 2021).
Si vous disposez d'ouvrages ou d'articles de référence ou si vous connaissez des sites web de qualité traitant du thème abordé ici, merci de compléter l'article en donnant les références utiles à sa vérifiabilité et en les liant à la section « Notes et références ».
Pour les articles homonymes, voir Romitelli.
Fausto Romitelli, né le 1er février 1963 à Gorizia, dans le Frioul-Vénétie Julienne, et mort le 27 juin 2004 à Milan, est un compositeur italien.

## Biographie
Fausto Romitelli (né en 1963) étudie la composition avec Franco Donatoni à Sienne et à Milan. Il rejoint ensuite le cours de l'IRCAM à Paris. Il a joui d'un succès d'estime durant sa courte vie (il est mort à l'âge de 41 ans), s'est vu attribuer quelques prix de composition et de nombreuses commandes institutionnelles (IRCAM), Fondation Gulbenkian, Fondation Royaumont…). Son cycle pour ensemble Professor Bad Trip et ses deux dernières œuvres : Audiodrome pour grand orchestre et An Index of Metals, vidéo-opéra pour ensemble et électronique, réalisé avec le vidéaste Paolo Pachini, ont établi tardivement sa réputation de compositeur . 
Fausto Romitelli est mort en juin 2004 à l'hôpital de Milan, des suites d'un cancer.